# Democratic Progressive Party (Malawi)
De Democratic Progressive Party (Nederlands: Democratische Progressieve Partij) is een in 2005 door Bingu wa Mutharika opgerichte partij in Malawi en sinds 2009 de grootste partij in de Nationale Vergadering.
De DPP komt voort uit een interne partijscheuring binnen de in 1992 opgerichte United Democratic Front (UDF). Reden tot de partijscheuring was een conflict tussen Mutharika, die in 2004 tot president van Malawi was gekozen en zijn directe voorganger in dat ambt, Bakili Muluzi. Mutharika vond dat Muluzi zich te veel bleef bemoeien met de leiding van de UDF, ondanks het feit dat hij eerder als partijleider was opgevolgd door Mutharika. In februari 2005 besloot de laatste daarom met getrouwen over te gaan tot de stichting van de Democratic Progressive Party. Een groot deel van de UDF-fractie in het parlement stapte over naar de nieuwe partij van de president.
In 2008 werd Mutharika door de partij voorgedragen als presidentskandidaat en een jaar later volgde zijn herverkiezing. Bij de algemene verkiezingen van dat jaar werd de DPP met 114 van de 193 zetels in de Nationale Vergadering ook veruit de grootste partij. Bij de presidentsverkiezingen van 2014 werd Peter Mutharika, de jongere broer van Bingu wa Mutharika die twee jaar eerder in het ambt was gestorven, gekozen tot president van Malawi. In 2019 volgde zijn herverkiezing, maar de verkiezingsuitslag werd geannuleerd en bij de nieuwe presidentsverkiezingen van 2020 werd hij verslagen door Lazarus Chakwera (MCP). Bij de parlementsverkiezingen van 2014 en 2019 bleef de DPP telkens de grootste partij van het land met respectievelijk 51 en 62 zetels.
De DPP is volgens eigen opgave een liberale partij en streeft naar een gemengde economie met voorrang voor de particuliere sector.